# Europese Stichting voor opleiding

Logo

De Europese Stichting voor opleiding is een agentschap van de Europese Unie, opgericht in 1990 en gevestigd in Turijn (Italië). 
De stichting zet zich in voor betere beroepsopleidingen in landen buiten de EU, vooral in naburige regio's zoals Noord-Afrika, het Midden-Oosten, de Balkan en de voormalige Sovjet-Unie.
De stichting stelt deze landen kennis, knowhow en ervaring ter beschikking om mensen voor nieuwe banen op te leiden en programma's voor levenslang leren te ontwikkelen.